# Municipio de Union (condado de Carroll, Iowa)
El municipio de Union (en inglés: Union Township) es un municipio ubicado en el condado de Carroll en el estado estadounidense de Iowa. En el año 2010 tenía una población de 1489 habitantes y una densidad poblacional de 15,92 personas por km².

## Geografía
El municipio de Union se encuentra ubicado en las coordenadas 41°54′23″N 94°41′14″O / 41.90639, -94.68722. Según la Oficina del Censo de los Estados Unidos, el municipio tiene una superficie total de 93.53 km², de la cual 93,53 km² corresponden a tierra firme y (0 %) 0 km² es agua.

## Demografía
Según el censo de 2010, había 1489 personas residiendo en el municipio de Union. La densidad de población era de 15,92 hab./km². De los 1489 habitantes, el municipio de Union estaba compuesto por el 97,85 % blancos, el 0,07 % eran afroamericanos, el 0,07 % eran amerindios, el 0,07 % eran asiáticos, el 1,21 % eran de otras razas y el 0,74 % eran de una mezcla de razas. Del total de la población el 2,89 % eran hispanos o latinos de cualquier raza.